# 竹筴魚
竹筴魚是輻鰭魚綱鱸形目鱸亞目鰺科竹筴魚屬下的一個種，被IUCN列為易危保育類動物，分布於地中海及東大西洋挪威至南非海域，深度0-1050公尺，體細長且側扁，尾鰭叉形，體上部是藍綠色、灰色或黑色，下面則是銀白色，鰓蓋具黑色斑點，背鰭硬棘9枚、背鰭軟條30-36枚、臀鰭硬棘3枚、臀鰭軟條24-32枚，體長可達70公分，體重可達2公斤。成魚棲息在沿海沙底質海域，成群活動，會進行洄游，屬肉食性，以魚類、甲殼類動物和頭足類動物為食，為高經濟價值的食用魚，通常以生鮮、罐頭或煙薰方式販售。